# Ktyr junctus
Ktyr junctus är en tvåvingeart som först beskrevs av Becker 1923.  Ktyr junctus ingår i släktet Ktyr och familjen rovflugor. Inga underarter finns listade i Catalogue of Life.